# Anthony Smith (homme politique français)
Pour les articles homonymes, voir Smith.
Anthony Smith, né le 3 avril 1975 à Soissons, est un inspecteur du travail, syndicaliste et homme politique français d'extrême gauche.

## Parcours professionnel et syndical
Lorsqu'il est étudiant, Anthony Smith milite à l'UNEF.
Il est plusieurs années professeur d’économie puis s'oriente vers l'inspection du travail. Il explique son choix de carrière par le parcours de ses parents, ouvriers, qui lui aurait fait comprendre que « l’entreprise est un lieu de rapports de force qui appelle des contre-pouvoirs ».
Inspecteur du travail et responsable syndical CGT au ministère du Travail, Anthony Smith est sanctionné en 2020 pour avoir réclamé des mesures de protection pour des salariés d'une association d'aide à domicile pendant la pandémie de Covid-19. Il est victime de pressions et muté d'office dans un autre département. Deux ans plus tard, il gagne en justice et réintègre son poste à l'inspection du travail de Reims. En 2023, il publie un livre intitulé 918 jours, le combat d'un inspecteur du travail sur cette affaire.

## Engagement politique
Anthony Smith est candidat aux élections municipales de 2020 à Châlons-en-Champagne. Il figure en troisième position sur la liste divers gauche du communiste Dominique Vatel et représente la formation politique Ensemble !. Il n'est cependant pas élu au conseil municipal, contrairement à la numéro deux de la liste, Agnès Guyot, qui sera sa suppléante aux législatives de juin 2022. En décembre 2021, il intègre le parlement de l'Union populaire, organe soutenant la candidature de Jean-Luc Mélenchon à l'élection présidentielle de 2022. Dans le courant de cette année, il est investi comme candidat à la députation dans la 4e circonscription de la Marne, avec le soutien de La France insoumise. À la suite de la signature des accords de la NUPES en mai 2022, il devient l'unique candidat de gauche dans cette circonscription,,.
Le 6 mars 2024, il est annoncé en quatrième position sur la liste de La France insoumise aux élections européennes. Le 9 juin 2024, il est élu député européen.
Il présente au côté de la députée européenne Marina Mesure 14 proposition pour mettre fin aux décès accidentels dans le cadre du travail.

## Résultats électoraux

### Élections législatives
| Année | Parti | Parti | Circonscription | 1er tour | 1er tour | 1er tour | 2d tour | 2d tour | 2d tour | Issue |
| Année | Parti | Parti | Circonscription | Voix     | %        | Rang     | Voix    | %       | Rang    | Issue |
| ----- | ----- | ----- | --------------- | -------- | -------- | -------- | ------- | ------- | ------- | ----- |
| 2002  |       | LCR   | 3e de la Marne  | 1 340    | 3,74     | 6e       |         |         |         | Battu |
| 2022  |       | LFI   | 4e de la Marne  | 6 411    | 18,79    | 3e       |         |         |         | Battu |

### Élections régionales
Les résultats ci-dessous concernent uniquement les élections où il est tête de liste.
| Année | Partis | Partis             | Région            | 1er tour | 1er tour | 1er tour | 2d tour | 2d tour | 2d tour | Sièges obtenus |
| Année | Partis | Partis             | Région            | Voix     | %        | Rang     | Voix    | %       | Rang    | Sièges obtenus |
| ----- | ------ | ------------------ | ----------------- | -------- | -------- | -------- | ------- | ------- | ------- | -------------- |
| 2010  |        | NPA-PG-Alternatifs | Champagne-Ardenne | 18 448   | 4,87     | 5e       | Éliminé | Éliminé | Éliminé | 0 / 49         |

### Élections municipales
Les résultats ci-dessous concernent uniquement les élections où il est tête de liste.
| Année | Parti | Parti | Commune | 1er tour | 1er tour | 1er tour | 2d tour | 2d tour | 2d tour | Sièges obtenus |
| Année | Parti | Parti | Commune | Voix     | %        | Rang     | Voix    | %       | Rang    | Sièges obtenus |
| ----- | ----- | ----- | ------- | -------- | -------- | -------- | ------- | ------- | ------- | -------------- |
| 2001  |       | LCR   | Reims   |          | 3,55     | 5e       |         |         |         | 0 / 59         |

## Ouvrage
- 918 jours : Le combat dˊun inspecteur du travail, Tarbes, Les éditions Arcane 17, 7 septembre 2023, 180 p. (ISBN 978-2-493049-23-0, OCLC 1430220723)[4]